# Agent-03
Agent-03 je epizoda serijala Mali rendžer (Kit Teler) obјavljena u Lunov magnus stripu #247. Epizoda je objavljena premijerno u bivšoj Jugoslaviji u aprilu 1977. godine. Koštala je 10 dinara (0,44 $; 1,1 DEM). Izdavač јe bio Dnevnik iz Novog Sada. Epizoda je imala 108 strana. Ovo je 2. deo duže epizode, koja se nastavila u LMS #246. pod nazivom Kuća na granici.

## Originalna epizoda
Ova sveska premijerno je objavljena u Italiji u svesci #108. pod nazivom La casa sulla collina (ital. Kuća na granici) objavljena u novembru 1972. Sveska je koštala 200 lira (0,32 $; 1,27 DEM). Epizodu je nacrtao Frančesko Gamba, a scenario napisao Andrea Lavecolo. Originalne korice nacrtao je Franko Donateli, tadašnji crtač Zagora.

## Reprize ove epizode
Epizoda je reprizirana u #54. serijala Mali rendžer koji je u Italiji izašao u novembru 2016. u okviru edicije Edizioni If

## Prethodna i naredna sveska Malog rendžera u LMS
Prethodna sveska Malog rendžera u LMS nosila je naziv Kuća na granici (#246), a naredna Ljubimac Krik (#250).